# Nancy Astor
Nancy Witcher Astor, Viscontessa di Astor, nata Langhorne (Danville, 19 maggio 1879 – Grimsthorpe, 2 maggio 1964), è stata una politica statunitense naturalizzata inglese.
È stata un membro della Camera dei Comuni del Parlamento britannico per il partito Conservatore, nonché la prima donna eletta a sedere ad un seggio e a prendere effettivamente parte ai lavori parlamentari. Prima di lei, solo Constance Markiewicz era riuscita a farsi eleggere nelle file del partito irlandese Sinn Féin ma, a causa della logica astensionista del suo partito, non aveva mai formalmente messo piede nella Camera dei Comuni.
Fu un membro acquisito della potente famiglia Astor in quanto moglie di Waldorf Astor, secondo Visconte di Astor, parlamentare britannico e proprietario del periodico The Observer. Sua sorella Irene si era sposata nel 1895 con l'artista Charles Dana Gibson che si ispirò alle sorelle Langhorne nel creare la sua Gibson Girl.

## Biografia

### I primi anni
Nancy Astor nacque a Danville in Virginia il 19 maggio 1879, figlia di Chiswell Dabney Langhorne e Nancy Witcher Keene Langhorne. Venne battezzata Nannie Witcher Keene, e solo in seguito, anche se non è precisamente noto quando, assunse il nome di Nancy. Il padre proveniva da una famiglia arricchitasi grazie al lavoro degli schiavi, ma che aveva perso gran parte dei possedimenti in seguito alla guerra civile, della quale era un veterano. Fino a poco prima della nascita di Nancy, i Langhorne vivevano in uno stato di semipovertà.

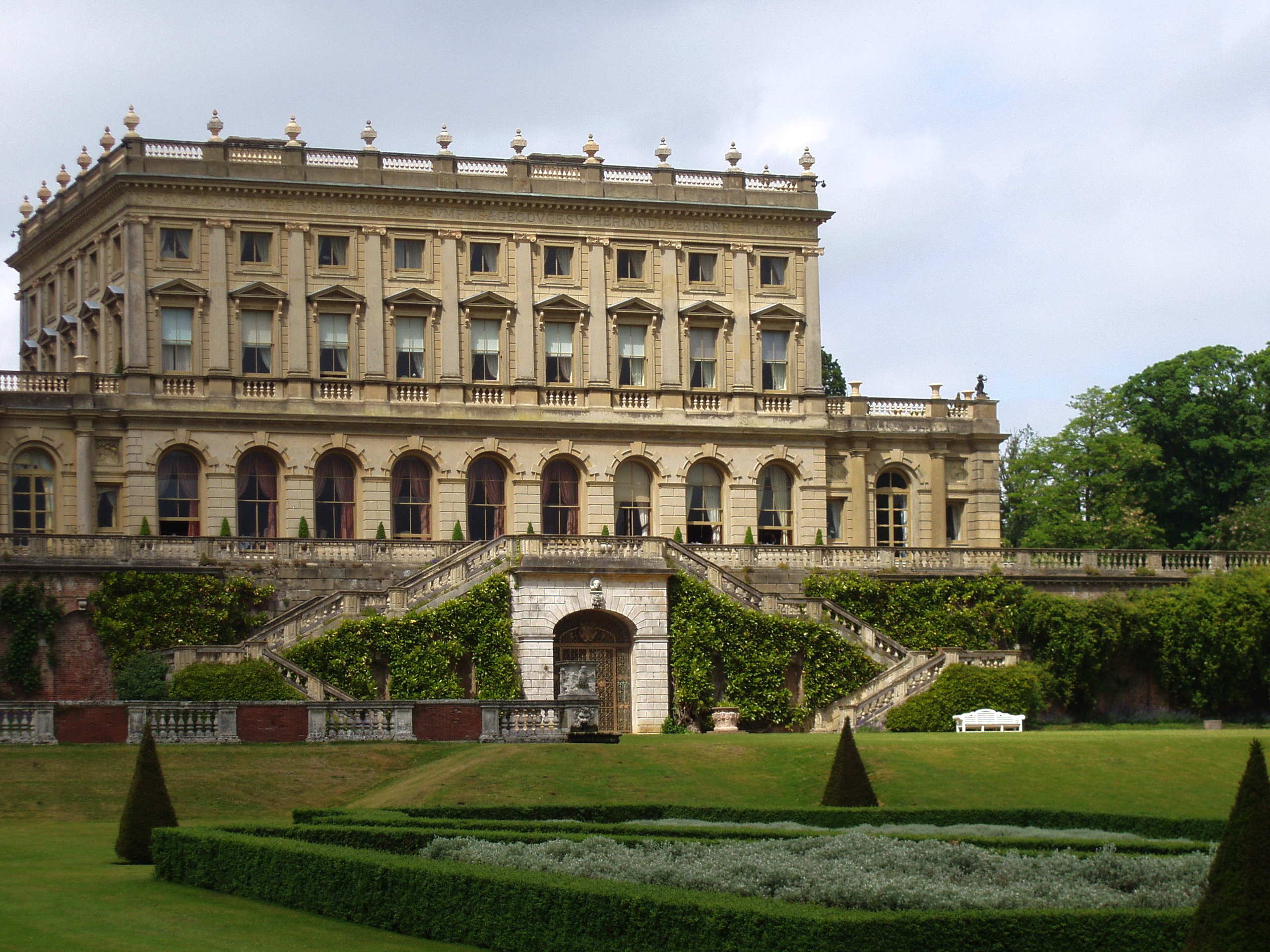
La magione di Cliveden, residenza inglese degli Astor.

Subito dopo la nascita della figlia, la sorte economica di Chriswell Langhorne cominciò a indirizzarsi verso il successo, a seguito dell'aumento della domanda di trasporti su lunga distanza e il conseguente boom dell'industria ferroviaria, tantoché i Langhorne poterono trasferirsi in una villa ai piedi dei monti Blue Ridge.
Nancy, quarta di cinque sorelle, era conosciuta in società non solo per la ricchezza della sua famiglia, ma anche per la sua grande bellezza. Nonostante ciò, quando frequentò a New York la Miss Brown's Academy for Young Ladies, alla quale il padre la iscrisse per educarla alle buone maniere in vista di un eventuale matrimonio, venne giudicata inferiore dalle sue compagne, le quali la consideravano poco più che una "ragazzotta di campagna", poiché proveniva dalla Virginia. Nell'ottobre del 1897, all'età di diciotto anni, si sposò con Robert Gould Shaw II, ma il matrimonio fu di breve durata. Nonostante la nascita di un figlio, Robert Gould Shaw III nel 1898, i due divorziarono nel 1903, a causa dei problemi di alcolismo di Shaw.
L'anno seguente, Nancy Astor, accompagnata dalla sorella Phyllis, visitò per la prima volta l'Inghilterra, in occasione dell'apertura della stagione della caccia alla volpe. Durante il viaggio, le sorelle fecero la conoscenza di Ava Lowle Willing, allora moglie di John Jacob Astor IV, ma non conobbe il futuro marito. Nancy, infine, si trasferì in Europa solo quando, nel 1905, conobbe effettivamente Waldorf Astor, con il quale si fidanzò. I due si sposarono nel maggio 1906 e si trasferirono nel Buckinghamshire, in un maniero ribattezzato Clivedon, regalo di nozze di William Astor al figlio e alla nuora.
Clivedon divenne ben presto un luogo d'incontro per l'alta società inglese e internazionale, vi furono infatti ospitati, tra gli altri, Henry Ford, Rudyard Kipling, Winston Churchill e l'Arciduca Francesco Ferdinando d'Austria. Lady Astor, in realtà, organizzava questi incontri culturali per sopperire alla mancanza di educazione che aveva avuto da giovane, per lo stesso motivo posò per il pittore John Singer Sargent e strinse una profonda amicizia con George Bernard Shaw, della quale sono rimaste moltissime lettere. Durante la prima guerra mondiale, Clevedon fu riadattata a ospedale per soldati canadesi. Pur essendo una cristiana scientista - e quindi moralmente contraria all'uso delle terapie mediche -, lady Astor si occupò di molti soldati feriti, contribuendo anche a rinvigorire ulteriormente la sua immagine pubblica, cosa che le avrebbe giovato qualche anno più tardi, quando si sarebbe candidata alla Camera dei Comuni.

### La carriera politica

#### La campagna elettorale e le elezioni
Il ramo inglese della famiglia Astor era in possesso del titolo nobiliare di Visconte, conferito da Giorgio V a Lord William Waldorf Astor nel 1916. Alla morte del padre, nel 1919, dunque, Waldorf Astor divenne, per ereditarietà, membro della Camera dei Lord. Astor era già un membro della Camera dei Comuni e, quindi, passando alla camera alta, lasciò libero un seggio, che dovette essere occupato. Lady Astor vi si candidò, dato che, a partire dal 1918, era consentito anche alle donne di sedere nel Parlamento. Inoltre, con la promulgazione del Representation of the People Act nel 1918, alle donne di età superiore ai trent'anni era concesso il diritto di voto; ciò fece aumentare il bacino elettorale inglese di circa otto milioni di voti, mentre nella circoscrizione della Astor, gli elettori di sesso femminile erano leggermente superiori agli uomini. Fu a queste 17.175 donne nuove elettrici che Nancy Astor si rivolse prevalentemente nella sua campagna elettorale.
Già interessata alla politica, Nancy Astor aveva in precedenza contribuito alla carriera politica del marito, risultando strumentale alla sua elezione alla camera bassa nel dicembre del 1910. Quando Waldorf Astor lasciò il seggio vacante, collaborò con la moglie durante la campagna elettorale per le elezioni speciali della circoscrizione di Plymuth Sutton. Nancy correva contro due uomini e nel 1919 venne eletta.
Particolarmente incisivi e apprezzati furono i suoi discorsi durante la campagna elettorale (che, in parte, compensavano la sua parziale ignoranza dei temi politici correnti), tanto che, per definire il modo di parlare imprevedibile e arguto di lady Astor, si coniò il termine "Astorismo" .
(Nancy Astor)
Con la sua elezione, lady Astor divenne la prima donna a prendere effettivamente parte al Parlamento britannico, del quale fu l'unica presenza femminile fino al 1921. L'unica donna eletta prima di lei, l'irlandese Constance Markiewicz non approvò mai la candidatura e l'elezione della Astor. Le due donne provenivano da ambienti politici molto diversi: combattente indipendentista la prima, borghese la seconda. La Markiewicz non mancò di definire la Astor "non rappresentativa delle donne", "un'aristocratica che non ha alcun contatto con i problemi e difficoltà della donna media".

#### Gli inizi
Membro del Partito Conservatore, lady Astor cominciò la sua carriera politica all'interno della Camera dei Comuni con politiche volte al miglioramento dell'educazione primaria e in favore delle donne. Nancy Astor era anche una fervente proibizionista, in parte per la sua esperienza personale del fallimento del suo primo matrimonio a causa dell'alcol, in parte per le sue credenze religiose. Dovette tuttavia moderare parecchio le sue visioni contrarie alla vendita e al consumo di alcolici, perché ciò le attirò le critiche anche di molti politici conservatori.
Una volta in parlamento, Nancy Astor si adoperò per cercare punti di connessione tra i vari partiti. Non affiliata ad alcuna coalizione in particolare, cercò sempre di porsi l'obiettivo del bene comune. I suoi principali interessi politici erano di natura sociale: si operò per la tutela delle donne, delle ragazze madri e dei bambini. Mentre privatamente si dava da fare per la costruzione di centri specificatamente dedicati a donne e bambini, in Parlamento supportò la causa femminista, promuovendo la legge che equiparava le condizioni del divorzio per uomini e donne, sostenne i diritti delle donne divorziate in ambito lavorativo e promosse, senza troppo successo, una mozione per equiparare i salari femminili a quelli degli uomini. Inoltre si batté per l'abbassamento dell'età massima per il voto femminile dai trent'anni ai ventuno, la stessa degli uomini.
Durante lo sciopero generale dei lavoratori britannici del 1926, la Astor stette ferma su posizioni conservatrici, ma fu anche spesso fotografata a Hyde Park assieme alle altre volontarie, mentre si prendeva cura dei lavoratori in sciopero.

#### Gli anni trenta e il declino

Nancy Astor in una fotografia del 1936.

Nel 1928 lady Astor venne rieletta in Parlamento, questa volta riuscendo a sconfiggere il candidato del partito Laburista solo per un piccolo scarto di voci.
Durante gli anni trenta, Nancy Astor si avvicinò alle politiche di appeasement di Neville Chamberlain, che prevedevano una sorta di accomodamento nei confronti della Germania hitleriana. In quel periodo, un grande detrattore della Astor fu Claud Cockburn, redattore del The View, che la accusò di complottare assieme a Chamberlain per inserire politiche favorevoli alla Germania nell'agenda britannica. Nancy Astor si difese strenuamente dalle accuse di supportare il regime nazista, ma lo scandalo sollevato da Cockburn compromise la sua popolarità.
Un altro colpo per la sua carriera avvenne quando, assieme all'amico George Bernard Shaw, la Astor si recò in viaggio nell'Unione Sovietica. Nonostante fosse sempre stata critica nei confronti del comunismo, lady Astor si trovò ad essere accusata di essere stata troppo indulgente al momento del suo incontro con Stalin dagli stessi conservatori inglesi. In realtà, nonostante gli interventi di lady Astor condannassero l'operato del regime, gli stessi vennero tradotti a Stalin in maniera da ammorbidire le critiche. Inoltre Shaw, suo compagno di viaggio, con il quale lady Astor condivideva una grande amicizia ma non la fede politica, arrivò ad elogiare il regime comunista, e tutto il loro viaggio sembrò più un'opera di propaganda orchestrata da Stalin che un incontro diplomatico.
Durante gli anni quaranta il declino politico di Nancy Astor sembrò inevitabile. Il suo modo di esprimersi arguto, sopra le righe e a tratti oltraggioso, che l'aveva favorita in passato, consentendole, tra l'altro, di essere eletta alla Camera dei Comuni, divenne ben presto un fastidio anche per i Tory, che iniziavano a non tollerare più le sue imbarazzanti uscite.

### Gli ultimi anni
Nel 1945 il marito e il partito Tory costrinsero Nancy Astor a ritirarsi dalla scena politica, decisione che lei rispettò ma non accettò e che causò anche dei forti contrasti con Waldorf Astor. I due cominciarono a vivere separatamente e si riconciliarono solo poco prima della morte di lui.
Lady Astor morì nel 1964 presso la casa di sua figlia a Grimsthorpe nel Lincolnshire.